# Marianne Castegren-Mattsson
Inga Marianne Castegren-Mattsson, född 5 december 1939 i Stockholm, är en svensk musiker och författare. 
Castegren-Mattsson, som är dotter till musikchef Nils Castegren och musikdirektör Ulla Castegren, studerade vid Kungliga Musikhögskolan 1959–1965, var verksam vid Norrköpings symfoniorkester 1973–1978, vid Rikskonserter 1982–1986 och frilansande kulturarbetare från 1986. Hon har komponerat visor och körmusik samt skrivit barnteater och arbetarspel. Hon har även skrivit boken Teaterprojekt (tillsammans med Marinella Rolfart, 1986). Hon tilldelades Landstinget Sörmlands kulturstipendium 2001.